# Divaricella macandrewae
Divaricella macandrewae is een tweekleppigensoort uit de familie van de Lucinidae. De wetenschappelijke naam van de soort is voor het eerst geldig gepubliceerd in 1871 door H. Adams.